# Demokraci tylko z nazwy
Demokraci tylko z nazwy (ang. Democrat In Name Only, DINO) – określenie części członków amerykańskiej Partii Demokratycznej, którzy reprezentują inne tendencje (tj. bardziej konserwatywne) niż liberalny lub centrowy rdzeń i kierownictwo partii.

## Osoby określane jako DINO
- Były senator Max Baucus z Montany, który jest fiskalnym konserwatystą
- Była kongresmen Melissa Bean z Illinois
- Były kongresmen Brad Carson z Oklahomy, zwolennik National Rifle Association of America
- Była kongresmen Stephanie Herseth z Dakoty Południowej, która głosowała za (nie przyjętym ostatecznie) projektem poprawki do konstytucji zakazującej legalizacji jakichkolwiek związków homoseksualnych
- Były burmistrz Nowego Jorku Ed Koch, który popierał m.in. prezydentów Ronalda Reagana i George’a W. Busha
- Była senator Mary Landrieu z Luizjany, która popierała trzy najbardziej konserwatywne nominacje prezydenta Busha seniora w skład federalnych sądów apelacyjnych (Janice Rogers Brown, Priscilla Owen i William H. Pryor) oraz nominację Johna Boltona na ambasadora USA przy ONZ
- Były senator Joe Lieberman z Connecticut, który był jednym z największych zwolenników, polityki zagranicznej administracji Busha juniora, w wyborach prezydenckich z 2008 r. poparł Johna McCaina.
- Senator Joe Manchin z Wirginii Zachodniej, który blokuje reformy społeczne prezydenta Joe Bidena. Jednocześnie jest przeciwnikiem aborcji i zawierania małżeństw przez osoby tej samej płci.
- Były gubernator i senator Zell Miller z Georgii, który poparł reelekcję Busha, a w Senacie głosował zwykle z republikanami (nazwany przez byłego przewodniczącego partii Terry’ego McAuliffe’a demokratą tylko z nazwy)
- Były senator Ben Nelson z Nebraski, przeciwnik prawa do aborcji i praw dla mniejszości seksualnych
- Były senator Mark Pryor z Arkansas, który również głosował za nominacjami Busha w skład sądów apelacyjnych i gabinetu
- Były senator Ken Salazar z Kolorado
- Były kongresmen Gene Taylor z Missisipi, który głosował za postawieniem prezydenta Billa Clintona w stan oskarżenia
- Były senator John Breaux z Luizjany, który sprzeciwiał się prawu do aborcji i wielu przepisom dotyczącym ochrony środowiska
- Nieżyjący już senator Pat Moynihan z Nowego Jorku, który był podsekretarzem pracy w gabinetach prezydentów Kennedy’ego i Johnsona, ale w roku 1965 skrytykował programy społeczne, których przeciwnikiem został do końca swej kariery
- Nieżyjący już senator Henry M. Jackson z Waszyngtonu, określany często jako jeden z prekursorów neokonserwatyzmu (zwolennikiem jego koncepcji nazywa się też Liebermana)
- Były gubernator Pensylwanii Robert P. Casey, przeciwnik prawa do aborcji
- Kongresmen Henry Cuellar z Teksasu, który popierał Busha w roku 2000 i 2004 i określa sam siebie jako umiarkowany konserwatysta
- Syn Roberta F. Kennedy’ego oraz bratanek 35. prezydenta Stanów Zjednoczonych Johna F. Kennedy'ego, Robert F. Kennedy Jr., aktywista ruchu antyszczepionkowego, który popiera m.in. wzmocnienie południowej granicy Stanów Zjednoczonych i zakazanie udziału osobom transpłciowym w rywalizacji sportowej[1]